# Enrico Ruggeri
Enrico Ruggeri (Milán, 5 de junio de 1957) es un cantautor italiano.

## Trayectoria artística
Debutó en el mundo de la canción en la década de los 70 con diversos grupos alternativos, como los Decibel. En 1981, sin embargo, decidió empezar su carrera en solitario como cantautor, componiendo también para otros artistas de su país.
Es un habitual del festival de San Remo en las facetas de cantante y de compositor, y lo venció dos veces: en 1987, con "Si può dare di più" (Se puede dar más), en un trío compuesto para la ocasión junto con Gianni Morandi y Umberto Tozzi, tres grandes aficionados al fútbol, también en 1993 venció en San Remo, esta vez con la canción "Mistero" (Misterio), pero participó en Eurovisión ese mismo año con "Sole d'Europa" (Sol de Europa). Grabó en castellano "Gente con alma" que fue publicado por Sony BMG.

## Discografía

### Discos de estudio
- 1977: Punk
- 1980: Vivo da re
- 1981: Champagne molotov
- 1983: Polvere
- 1984: Presente studio-live
- 1985: Tutto scorre
- 1986: Difesa francese
- 1986: Enrico VIII
- 1987: Vai Rrouge (live)
- 1988: La parola ai testimoni
- 1989: Contatti
- 1990: Il falco e il gabbiano
- 1991: Peter Pan
- 1993: La giostra della memoria
- 1994: Oggetti smarriti
- 1996: Fango e stelle (último LP)
- 1997: Domani è un altro giorno
- 1998: La gente con alma (en español)
- 1999: L' isola dei tesori
- 2000: L' uomo che vola
- 2001: La vie en rouge (doble directo)
- 2002: La vie en rouge (2 nuevas canciones)
- 2003: Gli occhi del musicista
- 2004: Punk prima di te
- 2005: Amore e guerra
- 2006: Cuore muscoli e cervello (3 CDs)
- 2007: Il regalo di Natale
- 2008: Rock show
- 2009: All in l'ultima follia di Enrico Ruggeri (3 CDs)
- 2009: Il regalo di Natale (3 nuevas canciones)
- 2010: La ruota

### Colaboraciones
- 1995 - Tributo ad Augusto